# Colours not found in nature
Colours not found in nature is een studioalbum voortkomend uit een kortstondige samenwerking tussen Isildurs Bane en Steve Hogarth.

## Inleiding
Isildurs Bane is een Zweedse band binnen kamerrockmuziek en Steve Hogarth zingt bij de progressieve band Marillion. Ze kwamen met elkaar in contact via Richard Barbieri van Porcupine Tree. Vanuit de praktijk kwam er een strikte scheiding waarbij Mats Johansson van Isildurs Bane de muziek en Hogarth de teksten schreef. Van Hogarth is bekend dat hij ook veelal werkzaam is buiten Marillion. De samenwerking vond plaats ten tijde dat Hogarth bezig was het Marillionalbum Fuck everyone and run (FEAR) op te nemen en te promoten. Daarentegen kende Isildurs Bane voor dit album jaren een sluimerend bestaan; er verscheen tijden lang geen nieuwe muziek van de band. Overigens was er geen fysiek contact tijdens de opnamen; Isildurs Bane nam op in Halmstad (Red Room) en Kopenhagen (Valby Station). Hogarth nam op in The Green Room (van Marillion) en op hotelkamers.
Er vonden enkele concerten plaats waarbij Colours ook uitgevoerd werden; deze werden verzorgd door deels andere musici dan onderstaand. De platenhoes verzorgd door Matti Engdahl laat olifanten zien.
Twee jaar later werkte Isildurs Bane samen met Peter Hammill, zanger van Van der Graaf Generator voor het album In Amazonia.

## Musici

### Isilburs Bane
- Katrine Amsler – toetsinstrumenten, elektronica
- Klas Assarsson – percussie (marimba, vibrafoon, glockenspiel, buisklokken, crotales en tamtam)
- Luca Calabrese – trompet
- Axel Croné – basgitaar, saxofoon, klarinet, dwarsfluit
- Samuel Hällkvist – gitaar, geluidseffecten
- Mats Johanssen – synthesizers waaronder clavinet, stringsynthesizers, piano etc.
- Christian Saggese – gitaar
- Jan Severinsson – live geluid
- Kjell Severinsson – drumstel, percussie

### Gasten
- Steve Hogarth – zang
- Xerxes Andrén – drumstel
- Liesbeth Lambrecht – viool en altviool
- Pieter Lenaerts – contrabas
- John Anderberg – koor op The love and the affair
- Anneli Andersson – achtergrondzang op Peripheral vision

## Muziek
| Nr. | Titel                                        | Duur  |
| --- | -------------------------------------------- | ----- |
| 1.  | Ice pop (Johanssen, Hogarth)                 | 6:23  |
| 2.  | The random fires (Johanssen, Hogarth)        | 5:16  |
| 3.  | Peripheral vision (Johanssen, Hogarth)       | 7:00  |
| 4.  | The love and the affair (Johanssen, Hogarth) | 10:34 |
| 5.  | Diamonds and amnesia (Johanssen, Hogarth)    | 5:18  |
| 6.  | Incandescent (Johanssen, Hogarth)            | 6:50  |